# Орден «Победа социализма»
Орден «Победа социализма» (рум. Ordinul «Victoria Socialismului») — одна из высших наград Социалистической Республики Румынии, вручавшаяся, как правило, с присвоением звания Герой Социалистической Республики Румыния.
Орден мог также вручаться другим заслуженным лицам при условии наличия особых заслуг в деле построения социализма или же особых заслуг в деле защиты отечества. Учреждён в единственном классе декретом № 167 от 6 мая 1971 года. Число награждений орденом с момента его учреждения и до ликвидации социалистического строя в Румынии было крайне невелико, при этом его трижды (с получением звания Героя) удостаивался Николае Чаушеску.

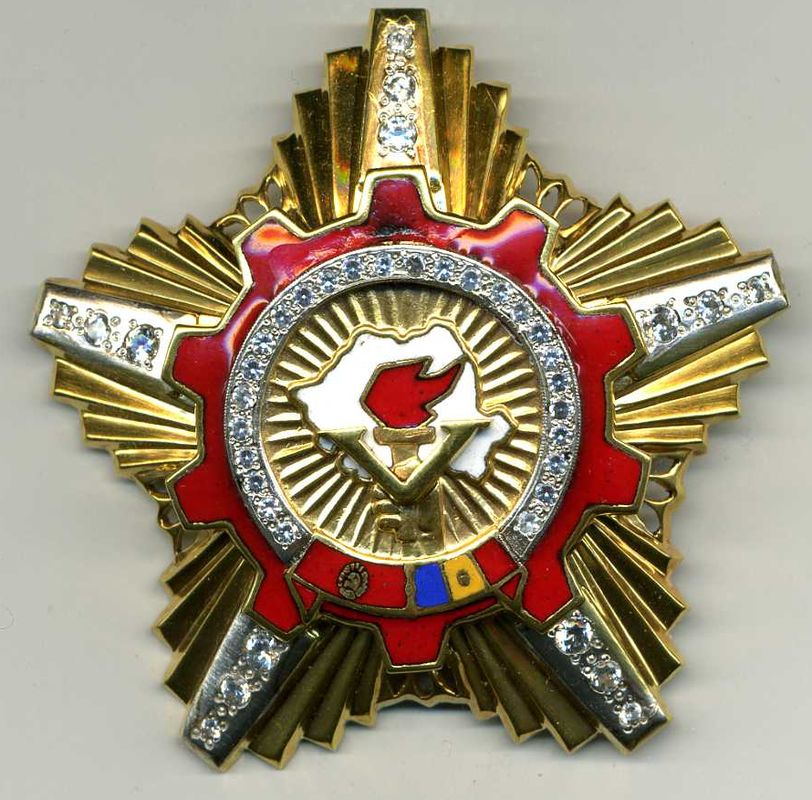
Орден «Победа социализма», тип 2 c камнями

Орден производился в двух модификациях. Орден первого типа представляет собой пятиконечную серебрёную звезду (материал — серебрёная бронза или томпак, в отдельных случаях серебро или золото для высших чиновников). Центральные лучи звезды украшены золочёными колосьями, угловые лучи покрыты серебром, гладкие и плоские, расширяющиеся к краю. Середину звезды занимает покрытый красной или оранжевой эмалью венок с зубьями, по внутренней кайме которого расположены лавровые ветви, а нижнюю часть покрывают два флага: слева — флаг Коммунистической Партии Румынии, справа — румынский сине-жёлто-красный триколор. Внутри венка расположен медальон в виде эмалевой карты Румынии, на которой размещён эмалевый факел с буквой V (сокращение от «Victoria», «Победа»). Обратная сторона ордена гладкая, вогнутая, снабжена в верхней части поперечной застёжкой с защитным механизмом.
Орден второго типа имел меньшие размеры, центральные лучи звезды не были украшены колосьями, а были гладкими или украшенными мелкими драгоценными камнями. Камнями также могла быть украшена внутренняя каёмка венка.

## Кавалеры ордена
Среди кавалеров ордена «Победа социализма»:
- Эмиль Боднэраш (1971)[источник не указан 1896 дней]
- Николае Чаушеску (1971[1], 1978[2], 1988[3])
- Иосип Броз Тито (1972)[4]
- Захария Станку (1972)[5]
- Петре Константинеску-Яшь (1972)[6]
- Долорес Ибаррури (1975)[7]
- Леонид Ильич Брежнев (1981)[8]
- Ким Ир Сен (1987)[9]
- Эрих Хонеккер (1987)[10]
- Густав Гусак (1988)[11]